# Alan Floor
Œuvres principales
Série Le Trucker
Alan Floor, né le 11 avril 1948 à Rennes, en Ille-et-Vilaine, et mort le 12 avril 2005 à Arès, en Gironde, est un écrivain français, auteur de roman policier et de roman érotique.

## Biographie
À travers le monde, il effectue plusieurs métiers : marin, comédien, pigiste, chauffeur de poids-lourd.
Après avoir publié, en 1973, dans la collection Super Crime-club, un roman policier intitulé Temps de chien, sous le pseudonyme Al P. Floor, il écrit huit romans érotiques de 1978 à 1980.
En 1982, il s'inspire de sa vie aventureuse pour créer le personnage Jacky Novack, surnommé Le Trucker, parisien exilé au Canada où il conduit un truck, gros camion mastodonte. Le premier roman de la série, Jusqu'aux essieux, où le héros tente de retrouver un collègue de travail et sa compagne qui ont disparu, est suivi de sept autres titres publiés dans la collection Spécial Police. Selon Claude Mesplède, cette série vaut surtout pour « la description du monde des routiers et [...] l'écriture de Floor parfaitement adapté à ce type de récit ». Elle s'arrête en 1985 alors qu'elle « devenait de plus en plus inintéressante ».

## Œuvre

### Romans

#### SérieLe Trucker
Tous publiés dans la collection Spécial Police aux éditions Fleuve noir.
- Jusqu'aux essieux, no 1734 (1982)  (ISBN 2-265-02012-5)
- Plein les rétros, no 1760 (1982)  (ISBN 2-265-02119-9)
- À fond les manettes, no 1774 (1983)  (ISBN 2-265-02202-0)
- Gaffe, chute de pierres !, no 1790 (1983)  (ISBN 2-265-02224-1)
- Faut trouver l'joint, no 1804 (1983)  (ISBN 2-265-02296-9)
- En roue libre, no 1823 (1983)  (ISBN 2-265-02382-5)
- Les Crocs sur le bout d'bois, no 1890 (1984)  (ISBN 2-265-02671-9)
- Sur les jantes, no 1944 (1985)  (ISBN 2-265-02973-4)

#### Autre roman signé Al P. Floor
- Temps de chien, Éditions Denoël, coll. « Super Crime-club » no 316 (1973)

#### Romans érotiques
- Un si brûlant printemps, Édition et Publications Premières, coll. « Éroscope » (1978)
- La Femme de glace, Édition et Publications Premières, coll. « Éroscope » no 75 (1978)
- Le Voyage de l'Innocent, Édition et Publications Premières, coll. « Éroscope » no 89 (1979)
- L'Innocent dans les jardins, Édition et Publications Premières, coll. « Éroscope » no 95 (1979)
- La Cabane à Ma'Papineau, Édition et Publications Premières, coll. « Éroscope » no 106 (1979)
- L'Innocent chez les trolls, Édition et Publications Premières, coll. « Éroscope » no 112 (1980)
- La Chair de l'étoile, Édition et Publications Premières, coll. « Éroscope » no 121 (1980)
- L'Île mauve, Édition et Publications Premières, coll. « Éroscope » no 134 (1980)

## Sources
: document utilisé comme source pour la rédaction de cet article.
- Claude Mesplède (dir.), Dictionnaire des littératures policières, vol. 1 : A - I, Nantes, Joseph K, coll. « Temps noir », 2007, 1054 p. (ISBN 978-2-910-68644-4, OCLC 315873251), p. 757-758 (notice Alan Floor)